# Herzblättriger Hahnenfuß
Der Herzblättrige Hahnenfuß (Ranunculus parnassiifolius), auch Herzblatt-Hahnenfuß genannt, ist eine Pflanzenart aus der Gattung Hahnenfuß (Ranunculus) innerhalb der Familie der Hahnenfußgewächse (Ranunculaceae).

## Beschreibung

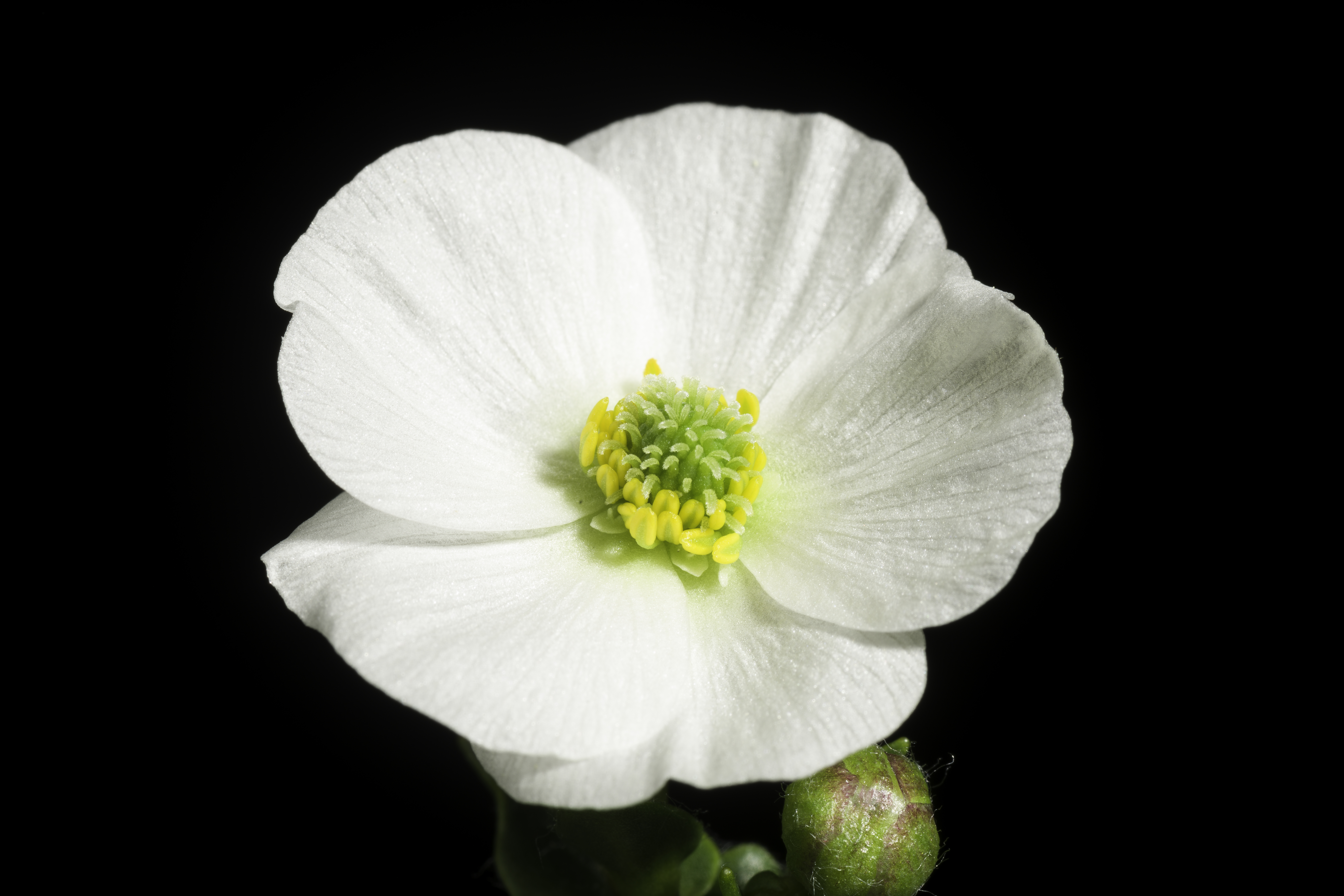
Blüte im Detail

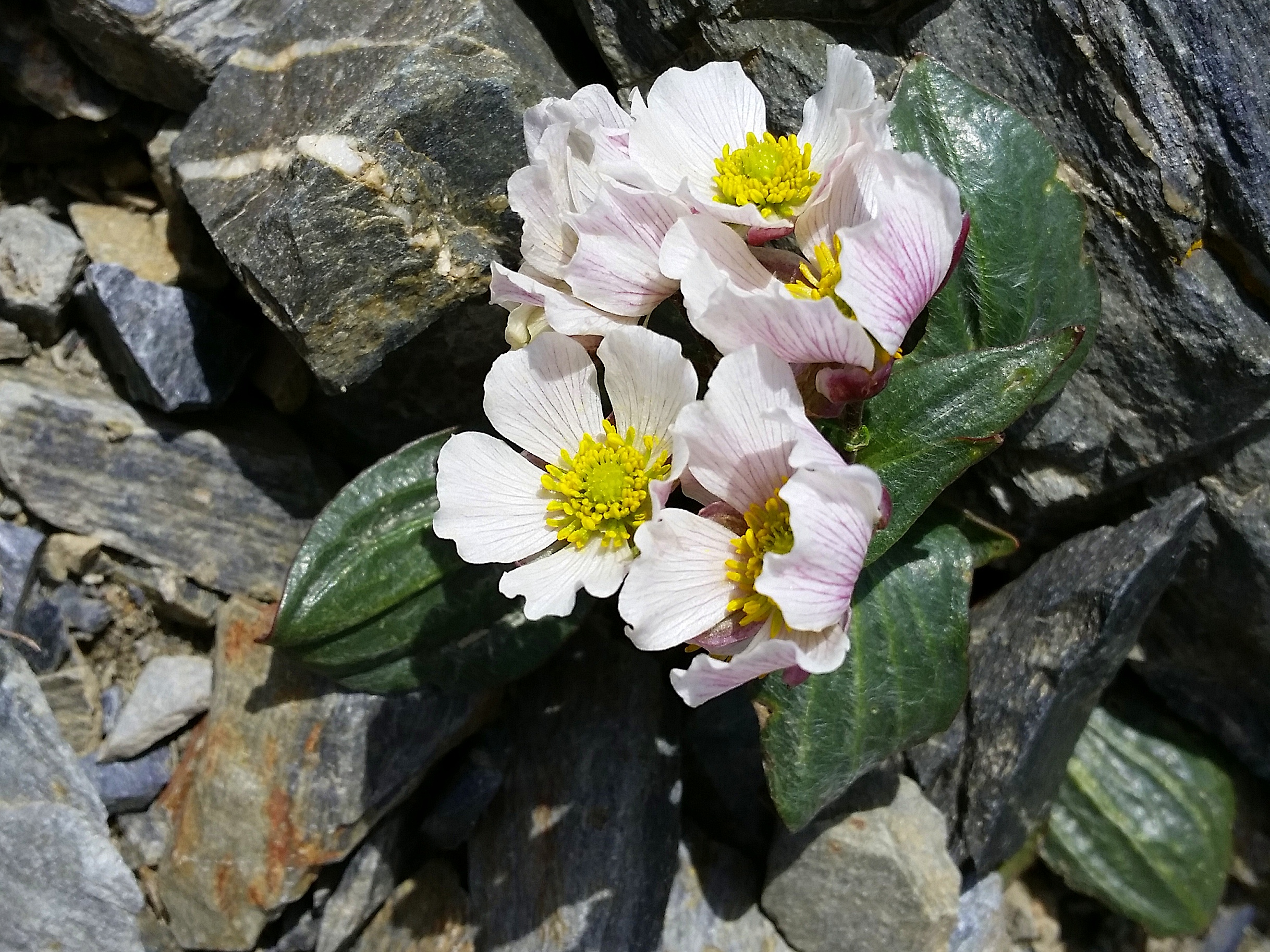
Ranunculus parnassiifolius subsp. parnassiifolius

### Vegetative Merkmale
Der Herzblättrige Hahnenfuß ist eine ausdauernde, krautige Pflanze, die Wuchshöhen von meist 4 bis 10, 2 bis zu 20 Zentimetern erreicht. Als Überdauerungsorgan wird ein Rhizom gebildet. Die Stängel sind bogig aufsteigend und weiß wollig behaart.
Die grundständig und am Stängel verteilt angeordneten Laubblätter haben bogenförmig verlaufende Nerven und sind ganzrandig. Die bläulich-grünen, verkahlenden Grundblätter sind ungeteilt. Die Grundblattspreite ist eiförmig-herzförmig oder breit-lanzettlich. Die Stängelblätter sind stängelumfassend. Die jungen Laubblätter sind oberseits und am Rand weißzottig behaart.

### Generative Merkmale
Die Blütezeit liegt im Juli. Je Stängel sind mehrere, meist zwei bis zwölf (1 bis 20) Blüten vorhanden. Die Blütenstiele sind im oberen Bereich wollig behaart.
Die zwittrige Blüte ist bei einem Durchmesser von meist 20 bis 25 (8 bis 37) Millimetern radiärsymmetrisch und fünfzählig mit doppelter Blütenhülle. Der Blütenboden ist kugelförmig. Die fünf Kelchblätter sind zottig behaart oder kahl. Die meist fünf oder manchmal weniger Kronblätter sind weiß und manchmal rot überlaufen und verkehrt-eiförmig bis fast dreieckig.
Die glatten Nüsschen sind 2 bis 4,5 Millimetern sowie einer Breite von etwa 2 Millimeter breit, verkehrt-eiförmig, aufgeblasen und deutlich geadert. Es ist ein Schnabel vorhanden.
Der Herzblättrige Hahnenfuß kommt diploid, tetraploid und pentaploid vor; mit einer Chromosomenzahl von 2n = 16, 32 oder 40.

## Vorkommen und Gefährdung
Der Herzblättrige Hahnenfuß kommt in den Gebirgen Nordspaniens, in den Pyrenäen und in den Alpen vor. Es gibt Fundortangaben für die Länder Spanien, Andorra, Frankreich, Deutschland, Italien, die Schweiz, Österreich, das ehemalige Jugoslawien und Albanien.
Der Herzblättrige Hahnenfuß ist kalkstet und wächst in Deutschland auf alpinen frischen Steinschuttfluren in Höhenlagen von 1700 bis 2900 Metern. Er ist eine Charakterart des Leontodontetum montani aus dem Verband Thlaspion rotundifolii.
Die ökologischen Zeigerwerte nach Landolt et al. 2010 sind in der Schweiz: Feuchtezahl F = 2+ (frisch), Lichtzahl L = 5 (sehr hell), Reaktionszahl R = 4 (neutral bis basisch), Temperaturzahl T = 1+ (unter-alpin, supra-subalpin und ober-subalpin), Nährstoffzahl N = 3 (mäßig nährstoffarm bis mäßig nährstoffreich), Kontinentalitätszahl K = 3 (subozeanisch bis subkontinental).
Ranunculus parnassiifolius wird in der Roten Liste der gefährdeten Pflanzenarten in Deutschland in die Gefährdungskategorie 1 eingestuft = „vom Aussterben bedroht“.

## Systematik
Die Erstveröffentlichung von Ranunculus parnassifolius erfolgte 1753 durch Carl von Linné in Species Plantarum, Tomus I, S. 549. Das Artepitheton parnassifolius bezieht sich auf die Ähnlichkeit der Blattform zur Gattung Herzblatt (Parnassia).
In Europa kommen 1989 Ranunculus parnassiifolius etwa vier Unterarten vor:
- Ranunculus parnassiifolius subsp. cabrerensis Rothm.: Dieser Endemit kommt nur in Nordspanien vor.[2]
- Ranunculus parnassiifolius subsp. favargeri Küpfer: Sie kommt in Spanien, Andorra und Frankreich vor.[2]
- Ranunculus parnassiifolius subsp. heterocarpus Küpfer: Sie kommt nur in Spanien, Andorra, Frankreich und in den Alpen von Deutschland, der Schweiz, Liechtenstein, Österreich und Italien vor.[2]
- Ranunculus parnassiifolius L. subsp. parnassiifolius: Sie kommt nur in den Pyrenäen von Spanien und Frankreich und außerdem in Italien[2] vor.

Ranunculus parnassiifolius gehört zum polyploiden Komplex Ranunculus parnassiifolius s. l.

## Nutzung
Der Herzblättrige Hahnenfuß wird selten als Zierpflanze für Steingärten genutzt. Die Sorte ‘Semiplenus’ hat halbgefüllte Blüten.